# Višelnica
Višelnica je naselje v Občini Gorje.